# Lex Jacoby
Alex 'Lex' Jacoby (Junglinster, 28 de febrero de 1930-20 de noviembre de 2015) fue un escritor luxemburgués. Escribió novelas, poemas, obras de teatro y artículos de periódico, inicialmente en francés y posteriormente exclusivamente en alemán. Sus temas favoritos eran el vínculo con su entorno natural, la dinámica entre el hogar y el exterior así como el motivo del viaje. Antes de dedicarse a la literatura, era profesor en Clervaux.

## Obras
- Die Sehnsucht des Schamanen (1952)
- Der Fremde (1954)
- Le Pavot Blanc (1963)
- Luxemburg (1963)
- Der Grenzstein (1963)
- Nachts gehen die Fische an Land (1980)
- Das Logbuch der Arche (1988)
- Der fromme Staub der Feldwege (1990)
- Spanien heiter bis wolkig (1994)
- Wasserzeichen (1995)
- Remis in der Provence (2000)
- Wie nicht ganz schwarzer Kohlenstein (2001)
- Die Deponie (2006)